# 僕と君と彼女の関係
「僕と君と彼女の関係」（原題：You Me Her) は、カナダで制作され、2016年から2020年に放送されていた、アメリカおよびカナダのテレビドラマシリーズ。アメリカのオレゴン州ポートランドを舞台としポリアモリーを題材にする。日本ではNetflixで配信されている。

## 登場人物
ジャック・トラカースキー（Jack Trakarsky)
演 - グレッグ・ポーラー/日本語吹き替え - 前田一世
エマの夫、アメリカ西海岸屈指の名門私立校「ハミルトン高校」の副校長兼生徒相談室長。
エマ・トラカースキー（Emma Trakarsky)
演 - レイチェル・ブランチャード/日本語吹き替え - 佐古真弓
ジャックの妻、ポートランドの建築事務所に勤務していて、ハミルトン高校の新講堂建設の責任者。
イジー・シルヴァ（Izzy Silva)
演 - プリシラ・フェア/日本語吹き替え - 清水理沙
グリフィン大学で心理学を専攻している大学院生、アルバイトでコールガールをしている。
ニーナ・マルトーン（Nina Martone)
演 - メラニー・パパリア/日本語吹き替え - 吉田麻実
イジーの親友でルームメイト、コールガールをしていて、グリフィン大学の大学院生。
デイブ・アマリ（Dave Amari)
演 - エニス・エスマー/日本語吹き替え - 斎藤寛仁
カルメンの夫、ジャックの親友でトラカースキー夫婦のご近所さん。
カルメン・アマリ（Carmen Amari)
演 - ジェニファー・スペンス/日本語吹き替え - 土井真理
デイブの妻、エマの親友。

## エピソード
| シーズン | シーズン | 話数 | 話数 | 放送期間      | 放送期間      |
| シーズン | シーズン | 話数 | 話数 | 初回放送      | 最終回放送    |
| -------- | -------- | ---- | ---- | ------------- | ------------- |
|          | 1        | 10   | 10   | 2016年3月22日 | 2016年5月24日 |
|          | 2        | 10   | 10   | 2017年2月14日 | 2017年4月18日 |
|          | 3        | 10   | 10   | 2018年3月20日 | 2018年5月22日 |
|          | 4        | 10   | 10   | 2019年4月9日  | 2019年6月11日 |
|          | 5        | 10   | 10   | 2020年6月7日  | 2020年6月7日  |

シーズン1(2016年)
第1話　「煙草とオニオンの交わり」（原題：Cigarettes and Funions and Crap)
第2話　「自然にしてて」（原題：Can You Be Cool?)
第3話　「本番なしのルール」（原題：No Penetration)
第4話　「答えにチェックを入れて」（原題：Check a Box)
第5話　「姪の名前は?」（原題：Niece Jackie)
第6話　「3で始まる関係」（原題：The T Word)
第7話　「夢から覚めて」（原題：The Morning After）
第8話　「2人じゃなくて3人の関係」（原題：The Relationship More Populated）
第9話　「故郷への片道切符」　（原題：Sweet Home Colorado）
第10話（最終話）　「ラブコメのように」（原題：Trope Isn`t a  Four Letter)
シーズン2(2017年）
第1話　「セックスの妖精」 (原題：Sex Fairy and the Eternal Flames)
第2話　「僕は邪魔者?」　（原題：Like Riding a Vagina Bike)
第3話　「ルビーとの再会」（原題：Remember, Ruby, Remember)
第4話　「シュレーディンガーの猫」（原題：Cat in the Box)
第5話　「恋愛の師匠」（原題：Stoner Sensai`s Secrets of Love)
第6話　「壊れたトラカースキー夫妻」（原題：What the F Is Wrong with You Trakarskys？)
第7話　「変人ジャニスのお清めの儀式」（原題：Weird Janis and the White Trash Baby Vessel)
第8話　「恋愛中毒」（原題：Freaky Little Love Poodles)
第9話　「希望の光とウォッカ」（原題：Silver Linings and Vodka)
第10話（最終話）　「愛の行方」（原題：Baby, Baby Where Did Our Love Go？）